# That's What She Said
That's What She Said is een komedie uit 2012 geregisseerd door Carrie Preston, geschreven door Kellie Overbey met in de hoofdrollen Anne Heche, Marcia DeBonis en Alia Shawkat.

## Verhaal
Het verhaal gaat over drie vrouwen op een dag in New York. Dee Dee worstelt nog steeds met het uitgaan van haar relatie drie jaar geleden. Bebe bereidt zich voor op haar date later die avond en Clementine is net gedumpt door haar vriendje.

## Rolverdeling
- Anne Heche, als Dee Dee
- Marcia DeBonis, als Bebe
- Alia Shawkat, als Clementine
- Miriam Shor, als Rhoda
- Mindy Siegfried, als Mary
- Kellie Overbey, als Denise
- William Jackson Harper, als Harry